# Vlag van Hartwerd

Vlag van Hartwerd

De vlag van Hartwerd is de dorpsvlag van het Nederlandse dorp Hartwerd, in de Friese gemeente Súdwest-Fryslân. Deze vlag is ontworpen door Klaes Sierksma. De vlag werd in 1955 aangenomen en in 1969 geregistreerd.
Bij gemeenteraadsbesluit van 19 april 1955 zijn een vlag vastgesteld voor de 27 dorpen van de vroegere gemeente Wonseradeel. Deze vlag is ontworpen door Klaes Sierksma.

## Ontwerp
De vlag bestaat uit een blauw veld met een witte diagonale baan die van linksonder naar rechtsboven doorloopt. Aan de mastzijde toont een blauwe verticale baan met daarin een wit blokje.

## Verklaring
De kleuren blauw en wit zijn afgeleid van het dorpswapen. De mastzijde toont de vlag van Wonseradeel, de gemeente waar Hartwerd eerder tot behoorde.

## Zie ook

Wapen van Hartwerd